# Ayrshire Settentrionale
L'Ayrshire Settentrionale (in gaelico scozzese Sìorrachd Inbhir Air a Tuath) è un'area amministrativa della Scozia. Ha una popolazione di circa 136 000 persone e si trova nella parte sud-occidentale della Scozia, confinando con le aree dell'Inverclyde a nord, Renfrewshire a nord-est e Ayrshire Orientale e Ayrshire Meridionale rispettivamente ad est e a sud.
L'area fu creata nel 1996 come successore del distretto di Cunninghame; la sede del consiglio si trova ad Irvine, che è anche la città maggiore. L'area comprende anche le città di Ardrossan, Beith, Dalry, Kilbirnie, Kilwinning, Largs, Saltcoats, Skelmorlie, Stevenston, West Kilbride, oltre all'Isola di Arran e le Isole Cumbrae.
Le città del nord (Fairlie, Largs e West Kilbride) sono tipicamente città dormitorio, mentre Ardrossan, Saltcoats e Stevenston nel sud sono più industriali. Le città interne della Garnock Valley (Beith, Dalry e Kilbirnie) furono un tempo centri per la produzione tessile e dell'acciaio, anche se in tempi recenti questi settori sono tramontati. Il turismo è la principale fonte di reddito su Arran e le Cumbrae, anche se il numero delle seconde case su queste isole ha iniziato a escludere i locali dal mercato delle abitazioni. Lavori di rinnovamento sono attualmente in corso al porto di Ardrossan e nel centro di Irvine, e negli ultimi anni l'industria delle costruzioni ha visto un rapido incremento.
Il Partito Nazionale Scozzese (SNP) forma il governo locale di minoranza del consiglio dal maggio 2012. Nella Camera dei Comuni a Westminster, quest'area forma il collegio denominato "North Ayrshire and Arran". Al Parlamento scozzese, questo collego è diviso nelle circoscrizioni di Cunninghame North e Cunninghame South, entrambe rappresentate da deputati del SNP.

## Città e villaggi
Il principale centro amministrativo e maggiore città dell'Ayrshire Settentrionale è Irvine, una città di fondazione situata sulla costa del Firth of Clyde, con una popolazione di 39.527 persone.
Il secondo principale insediamento è Kilwinning, con una popolazione oltre le 18.000 persone; tra gli altri grandi centri vi sono Largs, e le "Tre Città" - Ardrossan, Saltcoats e Stevenston.
Sull'isola di Arran, il principale villaggio è Lamlash, ma vi sono numerosi altri villaggi minori. Su Great Cumbrae, l'unica città sull'isola è Millport.

### Terraferma
- Ardrossan
- Beith
- Dalry
- Dreghorn
- Fairlie
- Irvine
- Kilbirnie
- Kilwinning
- Largs
- Portencross
- Saltcoats
- Seamill
- Skelmorlie
- Springside
- Stevenston
- West Kilbride

### Arran
- Brodick
- Blackwaterfoot
- Lamlash
- Lochranza

### The Cumbraes
- Millport